# Nouriel Roubini

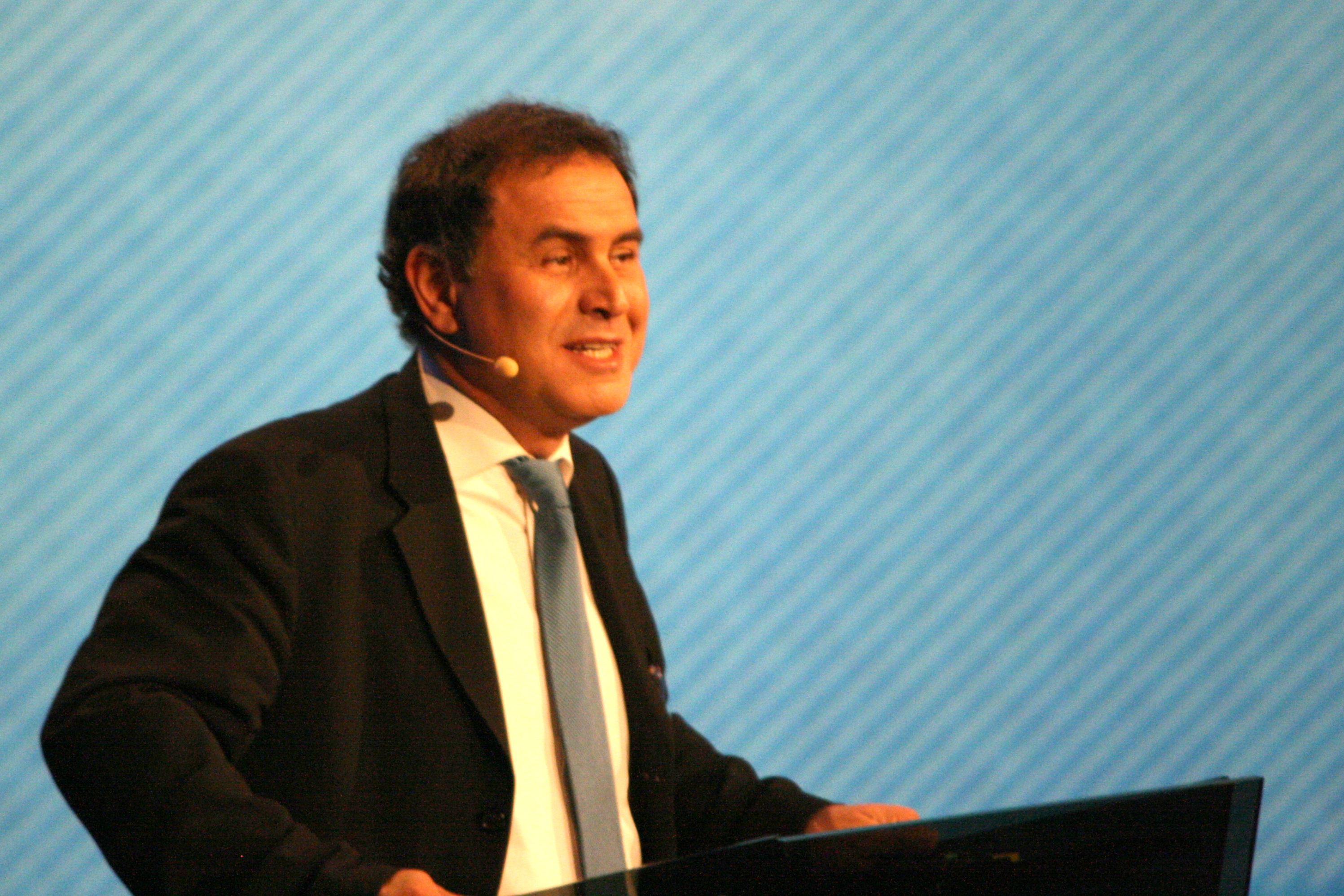
Nouriel Roubini in 2009

Nouriel Roubini (Istanboel, 29 maart 1959) is een hoogleraar economie aan de Universiteit van New York, en voorzitter van het economisch consultancybedrijf Roubini Global Economics.
Roubini werd geboren in Turkije, zijn ouders waren Iraanse Joden. Hij studeerde politieke economie aan de prestigieuze Milaanse Bocconi-universiteit en promoveerde aan de Harvard-universiteit in de internationale economie. Roubini was met name geïnteresseerd in de ineenstorting van de financiële systemen in opkomende markten. Onder president Bill Clinton was hij adviseur op het ministerie van Financiën. Daarnaast is hij ook in het bezit van het Amerikaanse staatsburgerschap.
Bekend en geroemd werd Roubini door het voorspellen van de kredietcrisis van 2007-2011. Al in 2005 waarschuwde hij voor het imploderen van huizenprijzen in de VS en een aardschok door het wereldwijde financiële systeem. Ondertussen is hij een veelgevraagd expert door de financiële media, bestuurders van centrale banken en verschillende ministers van Financiën.
Op 24 juni 2025 voorspelt hij in een opiniestuk in De Tijd, dat het einde nabij is voor het Iraanse regime.